# Bierahawy
Bierahawy (biał. Берагавы) – osiedle na Białorusi, w obwodzie grodzieńskim, w rejonie grodzieńskim, w sielsowiecie Wiercieliszki, na prawym brzegu rzeki Niemen.